# Lucas Crispim
Lucas de Figueiredo Crispim, mais conhecido como Lucas Crispim (Brasília, 19 de junho de 1994), é um futebolista brasileiro que atua como meia e ala-esquerdo. Atualmente, joga pelo Buriram United.

## Carreira

### Categorias de base
Natural de Brasília, Lucas Crispim jogou por times amadores de sua cidade natal até chegar às categorias de base do CFZ em 2006. No ano seguinte, foi contratado pelo Santos.
Em 2013, foi campeão da Copa São Paulo.

### Vasco da Gama
Em 7 de maio de 2014, Lucas Crispim foi emprestado ao Vasco da Gama, na Série B, até dezembro. Fez sua estreia profissional em 12 de agosto, sendo titular em uma vitória sobre o Náutico por 1 a 0, e marcou seu primeiro gol em 3 de outubro, em um empate por 2 a 2 contra o Bragantino. Crispim jogou 14 partidas e marcou 2 gols pelo Cruzmaltino, que retornou para a elite do futebol brasileiro no fim da temporada.

### Santos
Lucas Crispim voltou para o Santos em 2015, sendo definitivamente incluído no plantel principal do clube. Participou de cinco jogos pelo Campeonato Paulista de 2015, sendo campeão do torneio com o clube.

### Joinville
Em 18 de junho de 2015, Lucas Crispim foi emprestado ao Joinville, também na Série A, até o fim do ano. Contribuiu com 23 partidas pelo clube, que acabou rebaixado como último colocado.

### Atlético Goianiense
Lucas Crispim teve algumas chances com o técnico Dorival Júnior em 2016. Foram quatro jogos na temporada, sendo um no Campeonato Paulista – quando entrou no segundo tempo no lugar de Rafael Longuine na vitória do Santos FC sobre o Capivariano por 5 a 3 -, dois na Copa do Brasil – ambas como titular nas vitórias por 3 a 0 sobre o Santos do Amapá e Galvez, do Acre -, e uma no Campeonato Brasileiro, quando o Peixe perdeu para o Internacional por 1 a 0.
Em julho de 2016, foi emprestado ao Atlético Goianiense até 30 de novembro de 2016.

### Ituano
Iniciou 2017 sendo enviado ao time B do Santos e em fevereiro, foi emprestado ao Ituano para o Campeonato Paulista.

### São Bento
Com o fim do contrato com o Santos, Lucas Crispim irá jogar pelo São Bento, assinando contrato com a equipe sorocabana.

### Guarani
Para a temporada de 2019, Lucas assinou contrato com o Guarani.
Crispim deixou o Guarani em fevereiro de 2021, depois de 68 jogos, 6 gols marcados, contribuiu com diversas assistências, como uma bicicleta que resultou em um dos gols da vitória por 3 a 2 sobre a rival Ponte Preta no dérbi 196 - resultando na quebra de um tabu que já durava oito anos.

### Fortaleza
Em fevereiro de 2021, Lucas assinou com o Fortaleza até o final de 2022.
Em fevereiro de 2022, renova o contrato com o clube até o fim de 2023.
Em março de 2023, completa 100 jogos com a camisa do Fortaleza.
Em novembro de 2023, assina um pré-contrato com o Buriram United, time da primeira divisão do futebol tailandês, para o ano seguinte.

## Estatísticas
Atualizado até 13 de março de 2021.

### Clubes
| Equipe              | Temporada         | Campeonato nacional | Campeonato nacional | Campeonato nacional | Copa nacional[a] | Copa nacional[a] | Copa nacional[a] | Competições continentais[b] | Competições continentais[b] | Competições continentais[b] | Outros torneios[c] | Outros torneios[c] | Outros torneios[c] | Total | Total | Total   |
| Equipe              | Temporada         | Jogos               | Gols                | Assist.             | Jogos            | Gols             | Assist.          | Jogos                       | Gols                        | Assist.                     | Jogos              | Gols               | Assist.            | Jogos | Gols  | Assist. |
| ------------------- | ----------------- | ------------------- | ------------------- | ------------------- | ---------------- | ---------------- | ---------------- | --------------------------- | --------------------------- | --------------------------- | ------------------ | ------------------ | ------------------ | ----- | ----- | ------- |
| Vasco da Gama       | 2014              | 12                  | 2                   | 0                   | 1                | 0                | 0                | —                           | —                           | —                           | —                  | —                  | —                  | 13    | 2     | 0       |
| Vasco da Gama       | Total             | 12                  | 2                   | 0                   | 1                | 0                | 0                | 0                           | 0                           | 0                           | 0                  | 0                  | 0                  | 13    | 2     | 0       |
| Santos              | 2015              | —                   | —                   | —                   | 2                | 0                | 0                | —                           | —                           | —                           | 5                  | 0                  | 0                  | 7     | 0     | 0       |
| Santos              | 2016              | 1                   | 0                   | 0                   | 2                | 0                | 0                | —                           | —                           | —                           | 1                  | 0                  | 0                  | 4     | 0     | 0       |
| Santos              | 2017              | 3                   | 0                   | 0                   | —                | —                | —                | —                           | —                           | —                           | —                  | —                  | —                  | 3     | 0     | 0       |
| Santos              | Total             | 4                   | 0                   | 0                   | 4                | 0                | 0                | 0                           | 0                           | 0                           | 6                  | 0                  | 0                  | 14    | 0     | 0       |
| Joinville           | 2015              | 20                  | 0                   | 0                   | —                | —                | —                | 1                           | 0                           | 0                           | —                  | —                  | —                  | 21    | 0     | 0       |
| Joinville           | Total             | 20                  | 0                   | 0                   | 0                | 0                | 0                | 1                           | 0                           | 0                           | 0                  | 0                  | 0                  | 21    | 0     | 0       |
| Atlético Goianiense | 2016              | 7                   | 0                   | 0                   | —                | —                | —                | 0                           | 0                           | 0                           | —                  | —                  | —                  | 7     | 0     | 0       |
| Atlético Goianiense | Total             | 7                   | 0                   | 0                   | 0                | 0                | 0                | 0                           | 0                           | 0                           | 0                  | 0                  | 0                  | 7     | 0     | 0       |
| Ituano              | 2017              | —                   | —                   | —                   | —                | —                | —                | —                           | —                           | —                           | 13                 | 0                  | 0                  | 13    | 0     | 0       |
| Ituano              | Total             | 0                   | 0                   | 0                   | 0                | 0                | 0                | 0                           | 0                           | 0                           | 13                 | 0                  | 0                  | 13    | 0     | 0       |
| São Bento           | 2018              | 12                  | 0                   | 0                   | —                | —                | —                | —                           | —                           | —                           | 14                 | 0                  | 1                  | 26    | 0     | 1       |
| São Bento           | Total             | 12                  | 0                   | 0                   | 0                | 0                | 0                | 0                           | 0                           | 0                           | 14                 | 0                  | 1                  | 26    | 0     | 1       |
| Guarani             | 2019              | 17                  | 2                   | 0                   | 1                | 0                | 0                | —                           | —                           | —                           | 7                  | 0                  | 0                  | 25    | 2     | 0       |
| Guarani             | 2020              | 31                  | 4                   | 3                   | —                | —                | —                | —                           | —                           | —                           | 12                 | 0                  | 2                  | 43    | 4     | 5       |
| Guarani             | Total             | 48                  | 6                   | 3                   | 1                | 0                | 0                | 0                           | 0                           | 0                           | 19                 | 0                  | 2                  | 68    | 6     | 5       |
| Fortaleza           | 2021              | 17                  | 1                   | 4                   | 6                | 0                | 2                | —                           | —                           | —                           | 13                 | 4                  | 2                  | 36    | 5     | 8       |
| Fortaleza           | Total             | 17                  | 1                   | 4                   | 6                | 0                | 2                | 0                           | 0                           | 0                           | 13                 | 4                  | 2                  | 36    | 5     | 8       |
| Total na carreira   | Total na carreira | 120                 | 9                   | 7                   | 12               | 0                | 2                | 1                           | 0                           | 0                           | 65                 | 4                  | 3                  | 198   | 13    | 14      |

- a. ^ Jogos da Copa do Brasil
- b. ^ Jogos da Copa Sul-Americana
- c. ^ Jogos da Copa do Nordeste e Campeonato Cearense

## Títulos

### Categorias de Base
Santos
- Campeonato Paulista Sub-15: 2009
- Campeonato Paulista Sub-17: 2010
- Campeonato Paulista Sub-20: 2012
- Copa São Paulo: 2013
- Copa do Brasil Sub-20: 2013

### Profissional
Santos
- Campeonato Paulista: 2015 e 2016

Atlético Goianiense
- Campeonato Brasileiro - Série B: 2016

Ituano
- Campeonato Paulista do Interior: 2017

Fortaleza
- Campeonato Cearense: 2021, 2022, 2023
- Copa do Nordeste: 2022

Buriram United
- Thai League 1: 2023–24, 2024–25
- Campeonato de Clubes da ASEAN: 2024–25[22]

### Artilharias
- Campeonato de Clubes da ASEAN de 2024–25: (6 gols)[23]

### Prêmios individuais
- Melhor jogador do ano no futebol cearense: 2021